# Andy King
Andrew Philip King, mais conhecido como Andy King (29 de outubro de 1988), é um futebolista galês que atua como meio-campista. Atualmente está aposentado.
Teve 330 participações em todas competições pelo Leicester, clube na qual jogou quase toda sua carreira. Foi campeão da League One, da Championship e da Premier League em 2009, 2014 e 2016, respectivamente. Isso o fez ser o primeiro jogador campeão das três divisões do futebol inglês pelo mesmo clube.
Nascido na Inglaterra, King tornou-se jogador da Seleção de Gales por causa de seu avô. Sua estreia foi em 2009 e ele já foi convocado 50 vezes. Fez parte da equipe que chegou às semifinais da Eurocopa de 2016.
Já foi das categorias de base do Chelsea, dos 9 aos 15 anos, quando em 2004 se tornou jogador dos juniores do Leicester.
Na temporada 2006–07, marcou oito gols em 21 jogos pelos juniores do Leicester, levando o time à FA Premier League Group B. No dia 5 de maio de 2007, assinou contrato e foi promovido ao time principal. Jogou 11 vezes pelo Leicester quando o mesmo foi rebaixado para a League One, no fim da temporada 2007–08.

## Carreira

### Leicester
Na temporada 2008–09 marcou seu primeiro gol como profissional, na derrota por 3 a 2 para o Fulham. Marcou outras nove vezes para assegurar o campeonato e a promoção à Championship.
Na temporada 2009–10, King acreditara que a equipe seria boa o suficiente para conquistar o acesso à Premier League. Marcou o seu primeiro gol na temporada contra o Plymouth Argyle, no dia 21 de novembro de 2009. Marcou seu quarto gol na temporada contra o Swansea, pela Copa da Inglaterra, pra selar a vitória por 2 a 1 no dia 2 de janeiro de 2010.
A temporada 2010–11 foi a que ele mais balançou as redes, marcando 15 gols na Championship e mais um na Copa da Inglaterra (tornando-se o artilheiro das Raposas ali). No dia 15 de abril de 2011, renovou seu contrato por mais 4 anos. Ganhou o prêmio de jogador da temporada mais uma vez na eleição dos jogadores.
A temporada 2011–12 contou com apenas um gol em 14 partidas. Marcou duas vezes contra o West Hamm no dia 29 de outubro de 2011, o primeiro jogo após a demissão de Sven-Göran Eriksson. Um mês depois marcou contra o Blackpool. Todavia, perdeu o resto da temporada porque se lesionou.
A temporada 2012–13 mal tinha começado e King havia marcado contra Peterborough e Charlton Athletic. A companhia no miolo de campo alternava entre Matty James e Danny Drinkwater, sendo que o primeiro formava uma dupla formidável de longa data. Andy marcou seu 50º gol no último dia da temporada, numa vitória de 3 a 2 contra o arquirrival Nottingham Forest, fora de casa, resultado que os levou à 6ª posição, permitindo disputar os play-offs pra subir à Premier League. Ele foi heroico o quanto pôde no jogo contra o Watford, porém insuficiente pra salvar dos 3 a 2 do placar agregado. Troy Deeney marcou o gol da classificação após um contra-ataque cedido pelo Leicester; Anthony Knockaert perdeu um pênalti defendido pelo espanhol Manuel Almunia. Nessa temporada, King marcou sete gols em 48 partidas.
Na temporada 2013–14, marcou duas vezes nos oito primeiros jogos, ambos em belos chutes de fora da área contra o Birmingham e o Blackpool. O primeiro, inclusive, foi no jogo de nº 250 com a camisa das Raposas. Marcou seu 54º gol no empate de 2 a 2 contra o Wigan, no dia 1º de abril, tornando-o meio campista com mais gols na história do clube. Tornou-se campeão da Championship e enfim conseguiu o acesso para a Premier League.
Na temporada 2014–15, foi titular contra o Everton e jogou 90 minutos no empate de 2 a 2. Foi um dos melhores em campo, completando 95.6% dos passes. No dia 29 de outubro, renovou com o time por mais 4 anos, chegando a admitir que adoraria passar o resto da carreira com as Raposas. Num jogo contra o West Ham, marcou o gol que definiu a vitória de 2 a 1. Fez sua 300º jogo pelo clube na derrota de 3 a 1 contra o Chelsea, o clube que o revelou quando adolescente.
Na Premier League 2015–16, jogou os 90 minutos da vitória de 4 a 2 contra o Sunderland na estreia. Após essa partida, o Leicester assumiu a liderança provisória. King marcou três gols na temporada: contra Everton, West Bromwich Albion e Swansea City. No dia 7 de maio, levantou o troféu de campeão da Premier League.
Em 2016–17, atuou como volante na maioria dos jogos por opção do técnico Claudio Ranieri, formando dupla com Danny Drinkwater e sendo normalmente substituído na função por Nempaly Mendy. No dia 29 de julho de 2016, renovou por mais 4 anos com o clube. Marcou dois gols na temporada: um na vitória de 4 a 2 contra o Manchester City, em casa, no dia 10 de outubro de 2016, e o outro na vitória de 3 a 1 contra o Derby County, pela Copa da Inglaterra.

#### Empréstimos
No dia 31 de janeiro de 2018, foi emprestado ao Swansea até o fim da temporada. Chegou a ser emprestado ao Derby County no final de janeiro de 2019. até o fim da temporada, entretanto, lesionou o tornozelo após quatro jogos e retornou ao Leicester um mês depois.
No dia 15 de agosto de 2019, o clube escocês Rangers havia anunciado o empréstimo do jogador. Seu contrato foi rescindido após cinco jogos disputados, em 5 de janeiro da mesma temporada. 11 dias depois, juntou-se ao Huddersfield para o restante da temporada. Aí em 18 de junho, o Leicester City informou ao jogador que ele seria dispensado em breve.

### OH Leuven
No dia 5 de janeiro de 2021, o jogador assinou com o clube belga para o restante da temporada.

### Bristol City
Em julho do mesmo ano, King acertou seu futuro com o Bristol num acordo de um ano. Marcou seu primeiro gol pelo clube em 14 de agosto de 2021, na derrota por 2-1 para o Middlesbrough. No dia 30 de junho de 2022, assumiu a função de técnico do clube, em conjunto à função de jogador.
No dia 3 de maio de 2024, declarou sua aposentadoria ao final da temporada 2023-24.

## Seleção Nacional
Andy King participou da campanha para qualificar-se à disputa da Eurocopa de 2016 por Gales. Fez parte da Seleção Galesa na Eurocopa e chegou a jogar na vitória pro 3 a 0 contra a Rússia no grupo B. Na semifinal contra Portugal, foi titular da equipe substituindo Aaron Ramsey, que havia sido suspenso no jogo anterior por acúmulo de cartões amarelos.

## Títulos
Leicester
- Campeonato Inglês: 2015–16
- Football League Championship: 2013–14[21]
- Football League One: 2008–09[21]

Individuais
- Time do ano da Championship: 2010–11
- Jogador Jovem do Ano do Leicester: 2008–09
- Jogador do Ano do Leicester: 2009–10 (ganhador conjunto), 2010–11
- Meio-campista que mais marcou gols pelo Leicester:[22] 62 gols